# Kalijev jodid
Kalijev jodid je anorganska spojina s formulo KI. Ta bela sol je gospodarsko najbolj pomembna jodidna spojina. Spojina je manj higroskopska od natrijevega jodida, kar olajša delo z njo. Stari in nečisti vzorci so rumene barve zaradi oksidacije jodida na jod.
Kalijev jodid se uporablja v zdravilnih tabletah, običajno vsebuje 130 mg KI in 100 mg joda, kot jodid.

## Lastnosti
Kalijev jodid je kristalična snov bele barve, rahlo maščobnega vonja. Je topen v vodi. Njegovo vrelišče znaša 1330ºC, tališče pa 680-686ºC.
Kalijev jodid je ionske sestave, K +-I. To so kristali v strukturi natrijevega klorida. Pridobiva se z industrijsko obdelavo KOH z jodom. 
Uporablja se v kemičnih procesih tako organske kot anorganske kemije. Kemikalija oziroma snov ni razvrščena kot nevarna po EC kriterijih in ni kvalificirana kot nevarna za človeka in okolje.
Pri ljudeh, ki so občutljivi na jod lahko povzroči preobčutljivost. Prah snovi lahko tvori z zrakom eksplozivno zmes. V stiku z očmi lahko povzroči draženje izraženo kot rdečica in bolečino.
Kalijev jodid je obstojen, če ga hranimo v ustreznih razmerah. Nevarno ga je izpostavljati visokim temperaturam. Združljiv ni z nobenim od oksidantov, močno pa reagira z alkalnimi kovinami, bromom, fluorperkloratom in klortrifluoridom, ob katerih nastane nevarnost ognja in eksplozije.
Ob stiku z očmi rahlo draži.